# الرجاد (إب)
الرجاد هي إحدى قرى الجمهورية اليمنية. وهي تتبع جغرافيًا لمحافظة إب. وإداريًا لمديرية المخادر. يبلغ تعداد سكانها 5085 نسمة حسب الإحصاء الذي جرى عام 2004.